# Japan Travel Bureau Foundation
Japan Travel Bureau Foundation (JTBF) ist die englische Eigenbezeichnung der kōeki zaidan-hōjin Nihon kōtsū kōsha (japanisch 公益財団法人日本交通公社), einem japanischen Think-Tank, der verschiedene Studien und Forschungsarbeiten im Zusammenhang mit dem Reise-, Tourismus-, Erholungs- und Resort-Sektor durchführt. Der abgekürzte Name lautet JTBF.
Im Jahr 1912 wurde es als Japan Tourist Bureau gegründet, um ausländische Touristen anzuziehen, und 1963, als die Verkaufsabteilung (jetzt JTB) abgetrennt wurde, wurde es zu einer Organisation, die sich auf Forschung und Umfragen spezialisiert hat. Im Jahr 2016 wurde es vom Ministerium für Bildung, Kultur, Sport, Wissenschaft und Technologie zu einer akademischen Forschungseinrichtung ernannt.
Als Think-Tank und Berater wird es von der nationalen Regierung, lokalen Behörden und öffentlichen Einrichtungen mit verschiedenen Aufgaben betraut und spielt eine Rolle bei der Förderung des Tourismus. Außerdem hat sie im Gebäude der Japan Travel Bureau Foundation eine (öffentlich zugängliche, kostenlose) „Reisebibliothek“ mit einer Sammlung von mehr als 60.000 Büchern über Reisen und Tourismus eingerichtet.
Sie ist der größte Anteilseigner der ausgegliederten JTB.